# BioBrick
Vengono definiti come BioBrick delle sequenze di DNA standard che codificano ben definite strutture e funzioni, condividono un'interfaccia comune e sono progettate per essere composte e incorporate in cellule viventi, come Escherichia coli, per costruire nuovi sistemi biologici. I moduli genetici BioBrick rappresentano uno sforzo per introdurre i principi ingegneristici dell'astrazione e standardizzazione nella biologia di sintesi. Le parole BioBrick e BioBricks sono un marchio registrato, devono essere correttamente usati come aggettivi (non come nomi) e si devono riferire a uno specifico "marchio" di parti genetiche open source definite grazie a un processo per stabilire standard tecnici aperti che è correntemente guidato dalla BioBricks Foundation.

## Storia
Gli elementi di BioBrick sono stati presentati al Massachusetts Institute of Technology (MIT) nel 2003 da Tom Knight da Drew Endy, attualmente ricercatore alla Stanford University, e Christopher Voigt, dello UCSF, che sono coinvolti attivamente nel progetto. Un registro di alcune migliaia di parti BioBrick nel public domain è tenuto dal team di Randy Rettberg nella Partsregistry.org. La competizione annuale iGEM promuove il concetto degli elementi BioBrick coinvolgendo studenti universitari e ricercatori laureati nella progettazione di sistemi biologici.

## Obiettivi
Uno degli obiettivi del progetto BioBricks è quello di fornire un approccio funzionale alle nanotecnologie, utilizzando organismi biologici. Un altro obiettivo a più lungo termine è quello di produrre organismi sintetici viventi da parti standard che attualmente sono ben comprese.
Ad esempio, uno degli scopi che è stato raggiunto è quello di ottenere batteri della terra, capaci di nutrirsi di esplosivi, che emettono  fluorescenza nei luoghi dove si addensano, rivelando così la posizione delle mine, anche di plastica.
Altri batteri sono stati proposti per il biorisanamento, ossia per la trasformazione, rimozione o assorbimento di metalli pesanti o di altre sostanze organiche tossiche, come la diossina.

## Caratteristiche
Ogni "parte" BioBrick è una sequenza di DNA costituita da un plasmide circolare; il "carico utile" della parte BioBrick è circondato da sequenze "upstream" e "downstream" precisamente definite in maniera universale, che tecnicamente non vengono considerate come parte del BioBrick. Queste sequenze contengono sei siti di restrizione per specifici enzimi di restrizione (di questi almeno due sono isocaudomeri), questo consente di ottenere, in modo semplice, parti di BioBrick di maggiori dimensioni, concatenando parti più piccole in qualsiasi ordine desiderato. Nel processo di concatenazione, i siti di restrizione tra le due parti vengono rimossi in modo da poter usare nuovamente quegli enzimi di restrizione senza rompere il nuovo e più complesso BioBrick. Per facilitare questo processo di assemblaggio, la parte interna del BioBrick non deve contenere questi siti di restrizione (che interromperebbero la trascrizione).
Esistono tre livelli di parti BioBrick: "parti", "dispositivi" e "sistemi". Le "parti" (in inglese "parts") sono i blocchi da costruzione e codificano funzioni biologiche basiche (per esempio una determinata proteina) oppure forniscono un promotore che permette alla RNA polimerasi di legarsi e iniziare la trascrizione delle sequenze a valle); i "dispositivi" ("devices") sono collezioni di parti che implementano alcune funzioni definite dal ricercatore (come un regolatore del ribosoma che produce una proteina fluorescente quando l'ambiente contiene un certo elemento chimico); e i "sistemi" ("systems") eseguono compiti di alto livello (come l'oscillare tra due colori a una frequenza predefinita).
Alcuni esempi di sistemi BioBrick che hanno ricevuto premi in precedenti competizioni iGEM:
- Un rilevatore per l'arsenico basato su Escherichia coli che risponde ai cambiamenti di pH;
- Un ceppo di E. coli che produce vari aromi, come quello della banana o della menta;
- Una linea di cellule umane ingegnerizzata per inibire una risposta eccessiva all'attivazione dei recettori "toll-like receptor", in modo da impedire la sepsi.

Il team di Drew Endy ha definito due misure per la performance delle parti biologiche: PoPS o polimerasi per secondo, ossia il numero di volte che una RNA polimerasi passa per un certo punto del DNA, per secondo; e RiPS o iniziazioni ribosomiali per secondo, il numero di volte che un ribosoma passa su un certo punto del mRNA ogni secondo.